# Shadow Wilson
Rossiere Wilson (Yonkers, 25 september 1919 - New York, 11 juli 1959) was een Amerikaanse jazzdrummer.

## Biografie
Wilson begon in 1939 in de bigband van Lucky Millinder en werkte daarna in vele grote bigbands uit de swingperiode, waaronder die van Benny Carter, Tiny Bradshaw (1940), Lionel Hampton (1940/1941), Earl Hines (1941 tot 1943), Count Basie (1944 tot 1946 en 1948) en Woody Herman (1949). Daarna werkte hij voornamelijk in kleinere combo's met onder andere Illinois Jacquet, Erroll Garner, Thelonious Monk, Sonny Stitt, Lee Konitz en in de begeleidingsband van Ella Fitzgerald. Hij nam ook op met Joe Newman, Una Mae Carlisle en Phil Woods.
Tom Lord noteerde in zijn discografie 146 opnamesessies van 1938 tot 1964 (de eerste met Lucky Millinder).

## Overlijden
Shadow Wilson overleed in juli 1959 op 39-jarige leeftijd.
- Biblioteca Nacional de España: XX1316446
- Bibliothèque nationale de France: cb139012316 (data)
- Gemeinsame Normdatei: 134558383
- International Standard Name Identifier: 0000 0000 8399 5517
- Library of Congress Control Number: n91113752
- MusicBrainz: 61d00986-5d2f-4c8b-ad32-14c7253487cf
- Nationale Bibliotheek van Israël: 987007397585005171
- SNAC: w61d5gcw
- Système universitaire de documentation: 161706568
- Virtual International Authority File: 90667375
- WorldCat: E39PBJdcCrpQvmCmMgmvTqmyBP